# Padarqışlaq
Padarqışlaq è un comune dell'Azerbaigian situato nel distretto di Ağsu. Conta una popolazione di 1 247 abitanti.